# 레다 투카르
레다 하산 투카르 팔라타(아랍어: رضا حسن تُكر فلاتة, 1975년 11월 29일 ~ )는 사우디아라비아의 전 축구 선수로서, 포지션은 중앙 수비수였다.

## 축구인 경력

### 선수 경력
투카르는 본인의 고향인 메디나의 축구 클럽 오후드 메디나에서 프로 무대에 데뷔하였으며 2001년 알샤바브로 이적하였다. 2003년 알이티하드로 이적한 후 주전 수비수로 활약하며 AFC 챔피언스리그 2회, 리그 우승 3회에 기여하였다.
2002년, 2006년 FIFA 월드컵에 출전하였고 2007년 AFC 아시안컵 준우승에도 기여하였다.